# 5595 Roth
5595 Roth eller 1991 PJ är en asteroid i huvudbältet som upptäcktes den 5 augusti 1991 av den amerikanske astronomen Henry E. Holt vid Palomarobservatoriet. Den är uppkallad efter Mary Roth.
Asteroiden har en diameter på ungefär 9 kilometer.